# کارول لوئیس
کارول لوئیس (انگلیسی: Carol Lewis؛ زادهٔ ۸ اوت ۱۹۶۳) ورزشکار پرش طول اهل ایالات متحده آمریکا است.
وی در مسابقات کشوری و بین‌المللی در مجموع برندهٔ ۲ مدال نقره، ۲ مدال برنز شده‌است.